# Beaufou
Beaufou är en kommun i departementet Vendée i regionen Pays de la Loire i västra Frankrike. Kommunen ligger i kantonen Le Poiré-sur-Vie som tillhör arrondissementet La Roche-sur-Yon. År 2022 hade Beaufou 1 654 invånare.

## Befolkningsutveckling
Antalet invånare i kommunen Beaufou
| Referens: INSEE |